# Anillo de rompecabezas

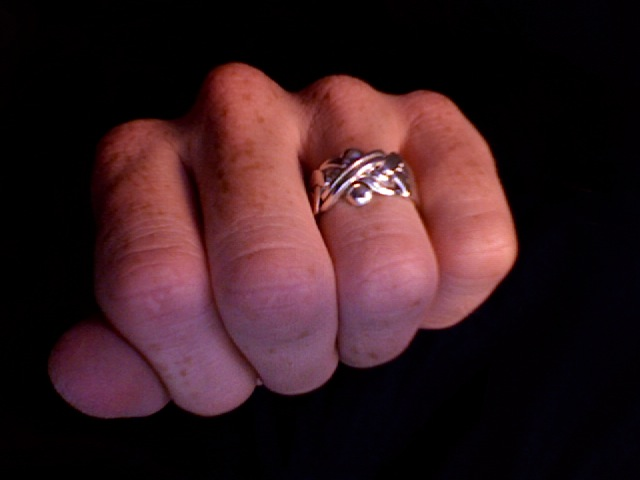
Un anillo de rompecabezas completo con seis bandas.

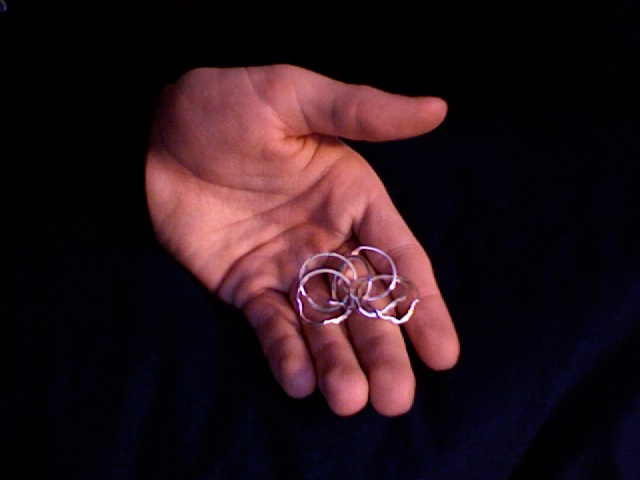
El mismo anillo, dividido en seis anillos separados. Los anillos están entrelazados para no perderse.

Un anillo de rompecabezas es un anillo de joyería compuesto de múltiples bandas interconectadas, que es un tipo de rompecabezas mecánico probablemente desarrollado como una elaboración del anillo de gimmal europeo.
El anillo rompecabezas también se denomina a veces «anillo de bodas turco» o «anillo de harén». Según la leyenda popular, el anillo lo entregaba el esposo como anillo de bodas, ya que si la esposa se lo quitaba (presumiblemente para cometer adulterio), las bandas se deshacían y no podía volver a colocarlo antes de que se notara su ausencia. Sin embargo, un anillo de rompecabezas se puede quitar fácilmente sin que las bandas se deshagan.
En Suecia, Noruega y Finlandia, los veteranos militares suelen llevar anillos de rompecabezas (en Noruega, los anillos a menudo se llaman "anillo del Líbano" después de que los militares hayan servido en las Fuerzas Provisionales de las Naciones Unidas en el Líbano (FPNUL)), donde el número de anillos corresponde al número de viajes realizados, comenzando con 4 anillos por 1 viaje (principalmente para Suecia, no generalmente para los veteranos noruegos). En Finlandia puedes utilizar el anillo si has cumplido más de 6 meses.